# Tephrosia micrantha
Tephrosia micrantha är en ärtväxtart som beskrevs av Jan Bevington Gillett. Tephrosia micrantha ingår i släktet Tephrosia och familjen ärtväxter. Inga underarter finns listade i Catalogue of Life.